# Giro de Italia 1968
La 51.ª edición del Giro de Italia se disputó entre el 20 de mayo y el 12 de junio de 1968, con un recorrido de 22 etapas más un prólogo, y 3917,3 km, que el vencedor completó a una velocidad media de 36,031 km/h. La carrera comenzó en Campione d'Italia y terminó en Nápoles.
Tomaron la salida 130 participantes, de los cuales 90 terminaron la carrera.
Esta edición del Giro trajo consigo la novedad de la etapa prólogo. Una corta carrera de menos de seis kilómetros que se disputó en 13 mangas de 10 corredores cada una (uno por equipo en cada serie). El motivo de este prólogo solo era dilucidar quién llevaría la maglia rosa durante la primera etapa, pues no contaba para la clasificación general. El vencedor fue el francés Charly Grosskost, que anecdóticamente también conseguiría vencer en el prólogo del Tour de Francia 1968. Entre los favoritos al triunfo final, cabe destacar a los italianos Adorni, Gimondi y Motta, todos bien conocedores de lo que es ganar un Giro de Italia, al belga Eddy Merckx y a los españoles Díaz, Gabica y Jiménez.
El belga Eddy Merckx demostró sus ganas de ganar la ronda italiana al vencer la primera etapa, al llegar unos metros antes del pelotón, en pleno sprint. No obstante, perdería el liderato dos días después en favor de Dancelli. El español José Antonio Momeñe consiguió la primera victoria española de esta edición en la 6.ª etapa, con final en Alessandria, teniendo el infortunio, apenas dos días después, de tener que abandonar la prueba tras verse implicado en una multitudinaria caída que se saldó con una fractura de cadera y de dos costillas y ligero trauma craneal.
Julio Jiménez mostró sus credenciales en la primera etapa seria, la 9.ª, de tipo montaña, alzándose con el triunfo de etapa, si bien no pudo distanciarse de los mejores. La 10.ª etapa fue la primera de las cuatro previstas con llegada en alto. Fue la primera de las tres veces que se ha subido el Monte Grappa en el Giro de Italia, y la única ocasión en la que fue final de etapa. Sin embargo, no hubo grandes diferencias entre los mejores, todo quedaba aplazado hasta la 12.ª etapa, etapa con final en las Tres Cimas de Lavaredo, Cima Coppi de esta edición, y que hubo de ser anulada en 1967 por culpa de los empujones de los tifosi. Al pie de la ascensión, había un grupo de 12 corredores escapados que contaba con casi diez minutos de ventaja sobre el pelotón. Bajo unas condiciones climatológicas de frío extremo, con lluvia e incluso nieve, el belga Merckx pasó al ataque y fue cazando uno por uno a todos los escapados, hasta quedarse completamente solo, como vencedor de la etapa. Merckx recuperó aquel día la maglia rosa, que ya no cedería. En la general, su compañero de equipo Adorni se encontraba ya a más de tres minutos y medio, en segunda posición. Otros favoritos como Gimondi o Jiménez se situaban a más de nueve minutos del líder, mientras que Motta o Balmamion ya prácticamente habían dicho adiós a las opciones de victoria, situados a más de once minutos del Caníbal.
El as italiano Gimondi se impondría en la contrarreloj de la 16.ª etapa, pero para entonces ya eran inalcanzables tanto el líder belga como su compañero de equipo Adorni, segundo clasificado. Julio Jiménez cosechó su segundo triunfo de etapa en el 18.º día de carrera, tras llegar escapado a meta junto a Mariano Díaz, segundo en la etapa. También estaría cerca de la victoria de etapa Luis Ocaña, que repitió la segunda posición en la 19.ª etapa. Las llegadas a Rocca di Cambio y Blockhaus cerraban el Giro y los fines de etapa en alto. Luis Pedro Santamarina se hizo con el triunfo en el primero de ellos, culminando así una escapada de más de 150 kilómetros en solitario. En la temida etapa del Blockhaus, finalmente no hubo grandes diferencias, siendo el vencedor el italiano Franco Bodrero.
Sí hubo, no obstante, diferencias en la última etapa, en la cual Julio Jiménez perdió varios minutos, descolgándose desde la 6.ª posición de la general hasta la 10.ª. Finalmente, Eddy Merckx se adjudicó su primer Giro de Italia, ganándose comparaciones con el mítico Fausto Coppi por la superioridad con la que lo había hecho. Asimismo, se convirtió en el primer ciclista en conseguir ganar la general, la montaña y la clasificación por puntos en una misma edición de una Gran Vuelta, algo que no sería repetido por ningún ciclista hasta los años 1990.
Pocos días después del término de la carrera, salió a la luz el positivo de nueve corredores: los españoles Joaquín Galera y Mariano Díaz, los italianos Gimondi, Balmamion, Motta y Bodrero, el suizo Abt, el belga Van Schil y el francés Delisle. Balmamion fue exculpado al demostrarse que la sustancia ingerida no había sido prohibida hasta pocos días después de los controles. En el caso de Gimondi, tras el contraanálisis se demostró que los medicamentos que alegaba haber tomado el ciclista italiano producían los mismos resultados en la orina que las anfetaminas, por lo que también fue finalmente absuelto sin pena.

## Equipos participantes
| Equipo    | Jefe de filas         |
| Salvarani | Felice Gimondi        |
| Bic       | Julio Jiménez         |
| Faema     | Eddy Merckx           |
| Filotex   | Franco Bitossi        |
| Fagor     | Francisco Gabica      |
| G.B.C.    | Daminiano Capodivento |
| Germanvox | Vito Taccone          |

| Equipo     | Jefe de filas    |
| Kelvinator | Rino Benedetti   |
| Max Meyer  | Roberto Ballini  |
| Molteni    | Mario Anni       |
| Pepsi-Cola | Renzo Baldan     |
| Peugeot    | André Bayssiere  |
| Smiths     | Willy Planckaert |
|            |                  |

## Etapas
| Etapa | Recorrido                         | Km         | Ganador                | Líder             |
| Pr.   | Campione d'Italia                 | 5.7 (CRI)  | Charly Grosskostl      | Charly Grosskostl |
| 1.ª   | Campione d'Italia-Novara          | 128        | Eddy Merckx            | Eddy Merckx       |
| 2.ª   | Novara-Saint-Vincent              | 189        | Gianni Motta           | Eddy Merckx       |
| 3.ª   | Saint-Vincent-Alba                | 168        | Guido Reybrouck        | Michele Dancelli  |
| 4.ª   | Alba-San Remo                     | 162        | Edward Sels            | Michele Dancelli  |
| 5.ª   | San Remo                          | 149        | Italo Zilioli          | Michele Dancelli  |
| 6.ª   | San Remo-Alessandria              | 223        | José Antonio Momeñe    | Michele Dancelli  |
| 7.ª   | Alessandria-Piacenza              | 174        | Guerrino Tosello       | Michele Dancelli  |
| 8.ª   | San Giorgio Piacentino-Brescia    | 225        | Eddy Merckx            | Michele Dancelli  |
| 9.ª   | Brescia-Lido di Caldonazzo        | 210        | Julio Jiménez          | Michele Dancelli  |
| 10.ª  | Trento-Monte Grappa               | 136        | Emilio Casalini        | Michele Dancelli  |
| 11.ª  | Bassano del Grappa-Trieste        | 197        | Guido Reybrouck        | Michele Dancelli  |
| 12.ª  | Gorizia-Tres Cimas de Lavaredo    | 213        | Eddy Merckx            | Eddy Merckx       |
| 13.ª  | Cortina d'Ampezzo-Vittorio Veneto | 163        | Lino Farisato          | Eddy Merckx       |
| 14.ª  | Vittorio Veneto-Marina Romea      | 199        | Luigi Sgarbozza        | Eddy Merckx       |
| 15.ª  | Rávena-Imola                      | 141        | Marino Basso           | Eddy Merckx       |
| 16.ª  | Cesenatico- San Marino            | 43.9 (CRI) | Felice Gimondi         | Eddy Merckx       |
| 17.ª  | San Marino-Foligno                | 196        | Franco Bitossi         | Eddy Merckx       |
| 18.ª  | Foligno-Abbadia San Salvatore     | 166        | Julio Jiménez          | Eddy Merckx       |
| 19.ª  | Abbadia San Salvatore-Roma        | 181        | Luciano Dalla Bona     | Eddy Merckx       |
| 20.ª  | Roma-Rocca di Cambio              | 215        | Luis Pedro Santamarina | Eddy Merckx       |
| 21.ª  | Rocca di Cambio-Blockhaus         | 198        | Franco Bodrero         | Eddy Merckx       |
| 22.ª  | Chieti-Nápoles                    | 235        | Guido Reybrouck        | Eddy Merckx       |

## Clasificaciones
| \| 1. \| Eddy Merckx \| Bélgica \| Faema \| 108h 42' 27" \| \| 2. \| Vittorio Adorni \| Italia \| Faema \| + 5' 01" \| \| 3. \| Felice Gimondi \| Italia \| Salvarani \| + 9' 05" \| \| 4. \| Italo Zilioli \| Italia \| Filotex \| + 9' 17" \| \| 5. \| Willy Van Neste \| Bélgica \| Bic \| + 10' 43" \| \| 6. \| Gianni Motta \| Italia \| Molteni \| a 12' 23" \| \| 6. \| Michele Dancelli \| Italia \| Pepsi Cola \| + 12' 33" \| \| 7. \| Franco Balmamion \| Italia \| Molteni \| + 15' 43" \| \| 8. \| Francisco Gabica \| España \| Fagor \| + 16' 59" \| \| 9. \| Franco Bitossi \| Italia \| Filotex \| + 19' 02" \| \| 10. \| Julio Jiménez \| España \| Bic \| + 19' 51" \| |                  |         |            |              |
| 1. | Eddy Merckx      | Bélgica | Faema      | 108h 42' 27" |
| 2. | Vittorio Adorni  | Italia  | Faema      | + 5' 01"     |
| 3. | Felice Gimondi   | Italia  | Salvarani  | + 9' 05"     |
| 4. | Italo Zilioli    | Italia  | Filotex    | + 9' 17"     |
| 5. | Willy Van Neste  | Bélgica | Bic        | + 10' 43"    |
| 6. | Gianni Motta     | Italia  | Molteni    | a 12' 23"    |
| 6. | Michele Dancelli | Italia  | Pepsi Cola | + 12' 33"    |
| 7. | Franco Balmamion | Italia  | Molteni    | + 15' 43"    |
| 8. | Francisco Gabica | España  | Fagor      | + 16' 59"    |
| 9. | Franco Bitossi   | Italia  | Filotex    | + 19' 02"    |
| 10. | Julio Jiménez    | España  | Bic        | + 19' 51"    |

| \| 1. \| Eddy Merckx \| Bélgica \| Faema \| 340 puntos \| \| 2. \| Mariano Díaz Díaz \| España \| Fagor \| 210 puntos \| \| 2. \| Julio Jiménez \| España \| Bic \| 180 puntos \| \| 3. \| Giancarlo Polidori \| Italia \| Pepsi Cola \| 140 puntos \| |                    |         |            |            |
| 1. | Eddy Merckx        | Bélgica | Faema      | 340 puntos |
| 2. | Mariano Díaz Díaz  | España  | Fagor      | 210 puntos |
| 2. | Julio Jiménez      | España  | Bic        | 180 puntos |
| 3. | Giancarlo Polidori | Italia  | Pepsi Cola | 140 puntos |

| \| 1. \| Eddy Merckx \| Bélgica \| Faema \| 198 puntos \| \| 2. \| Franco Bitossi \| Italia \| Filotex \| 138 puntos \| \| 3. \| Michele Dancelli \| Italia \| Pepsi Cola \| 134 puntos \| |                  |         |            |            |
| 1. | Eddy Merckx      | Bélgica | Faema      | 198 puntos |
| 2. | Franco Bitossi   | Italia  | Filotex    | 138 puntos |
| 3. | Michele Dancelli | Italia  | Pepsi Cola | 134 puntos |

| \| 1. \| Faema \| Bélgica \| - \| - \| |       |         |   |   |
| 1.                                     | Faema | Bélgica | - | - |